# Teatro (Andrea Camilleri)
Teatro è un libro di Andrea Camilleri, pubblicato nel 2003 da Lombardi editore, che raccoglie tre testi scritti per essere rappresentati tutti con la regia di Giuseppe Dipasquale, coautore dell'opera di Camilleri.

## Contenuto
- Il birraio di Preston, rappresentato nel 1999 al Teatro Stabile di Catania;
- Troppu trafficu ppi nenti messo in scena nel 2000 (Rassegna Estate catanese - Sole Voci);
- La cattura, rappresentata nel 2001 al Teatro stabile di Catania, è un testo teatrale rielaborato da Camilleri della novella pirandelliana. L'opera è stata concepita per rendere omaggio a Pirandello e all'interpretazione di Turi Ferro [1]

Il copione descrive un sequestro di persona ad opera di una banda di rapitori balordi e la cinica ipocrisia della famiglia del rapito.

## Edizioni
- Andrea Camilleri e Giuseppe Dipasquale, Teatro, Lombardi, 2003,  p. 333, ISBN 88-7260-200-9.